# SP-Moto Racing Team

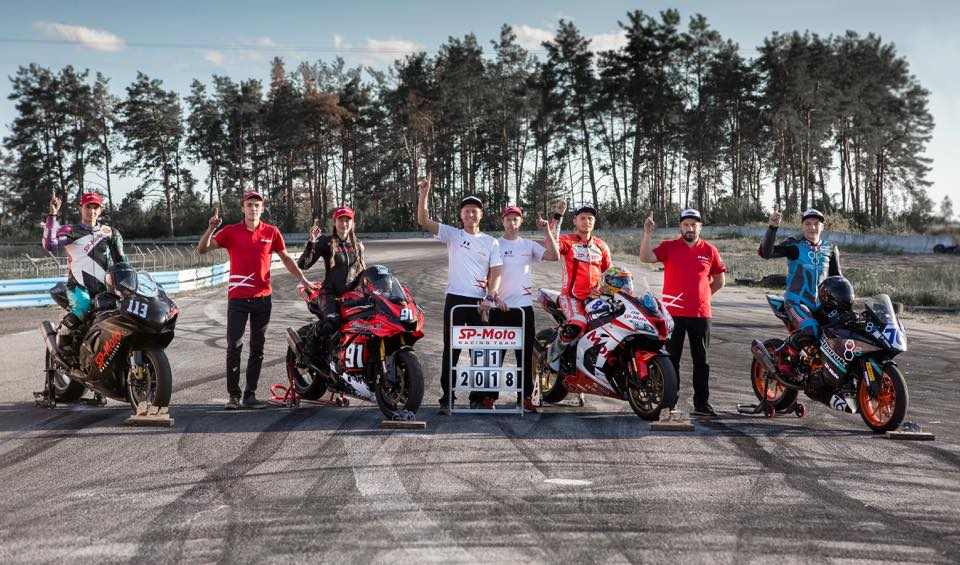
Команда "золотий" призер чемпіонату України 2018 року.

SP-Moto Racing Team — міжнародна/українська спортивна професійна команда майстрів з шосейно-кільцевих мотоперегонів (ШКМП), з центральним офісом, розташованим в м. Києві, Україна. Одинадцятиразовий Чемпіон України (2007—2014,2016-2018 рр.) по ШКМП в командному заліку. Чемпіон України по Супермото (2012 р.).Команда є постійним учасником Національного українського кільцевого Чемпіонату; пілоти команди регулярно беруть участь у міжнародних серіях і змаганнях, таких як відкритий Чемпіонат Німеччини IDM, відкритий Чемпіонат Росії та ін. Команда, і діюча на її основі академія SP-Moto Race Academy, є базою для виховання, зростання і розвитку як професійних пілотів, так і пілотів-любителів з будь-якої країни світу, чи то Європа, Азія, Близький Схід, Африка або Америка. Підготовка ведеться на трасах перегонів світового рівня в формі зборів, майстер-класів та індивідуальних тренувань під керівництвом майстрів і відомих професійних мото-спортсменів.
У лютому 2020 року пілоти молодіжної команди SPmoto Junior Team Максим Ковальов та Тимур Костін успішно пройшли конкурсний відбір на участь у гоночній серії «Європейський Кубок Талантів» (Northern Talent Cup, NTC), що проводиться в країнах центральної, північної та східної Європи, серед юних спортсменів у віці від 12-ти до 17-ти років. Особливістю серії є те, що гонки відбуваються спільно і одночасно зі штатними гонками Чемпіонату світу Гран-Прі MotoGP, World Superbike і Відкритого Чемпіонату Німеччини IDM в 4 країнах на 7 видатних гоночних трасах.
Команду очолює Євген Писарєв (#11,мс), семіразовий Чемпіон України (2007,2010-2014, 2016 рр.) в класах Супербайк (SBK) і STK600 (2006 р.). У 2012 у складі команди (Писарєв Євген, Писарєв Костянтин, Максим Аверкін) завоював титул Чемпіона України в першому чемпіонаті України по Супермото.
Жіночий клас (Lady) представлено в команді Дар'єю Разумовою (нік Даша Отморозова № 91) — триразовою чемпіонкою України (2016—2018 рр.). У сезоні 2016 р. Дар'я виступала на мотоциклі Suzuki GSX-R600, отримавши перемоги в усіх шести етапах кільцевого Чемпіонату. В наступні сезони (2017—2018 рр.) вона не зражувала собі і демонструвала високі результати, залишаючись, як завжди, першою. На різних етапах чемпіонату України 2018 року Дар'я неодноразово підіймала планку жіночого рекорду проходження кола «Чайки», а на кінцевий стадії в вересні, адаптувавшись до нового мотоцикла Yamaha YZF-R6, закріпила його на відмітці 1: 24,80
Топ-пілот команди — Костянтин Писарєв (#87,мс) — восьмиразовий Чемпіон України з ШКМП в класі Суперспорт (SSP) (2009—2016 рр.).
У 2017 році перейшов в старший, більш потужний клас Супербайк та став срібним призером в ньому. У 2018 році посів перше місце в Чемпіонаті України і здобув «золото» у цьому класі на мотоциклі Kawasaki ZX-10R.
У 2019 році захистив чемпіонський титул і вдруге став переможцем змагань в класі Супербайк (клас мотоциклів з об'ємом двигуна 1000 куб см). Є дючим (2020 р.)Чемпіоном України в класі Супербайк.
Крім перемог і досягнень в національному чемпіонаті, має значний досвід виступів на міжнародній арені, а саме:

Команда SP-Moto Racing Team, чемпіон України 2016 р.

Сезон 2016 переважно провів на трасах України, виступаючі в класі Суперспорт із «золотим» результатом і чемпіонським титулом, проте завершив виступом на Чемпіонаті світу WSBK в новому для себе класі 1000 см³ на мотоциклі Yamaha YZF — R1.
У сезоні 2015 р., двічі піднімався на подіум в у відкритому Чемпіонаті Німеччини IDM, завоювавши «срібло» в класі Supersport (SSP) на трасах Hungaroring (Угорщина) і Lausirzring (Німеччина), виступаючи на мотоциклі Yamaha YZF — R6. Вів підготовку до виступу в МотоGP (Moto2) в сезоні 2016.
У сезоні 2014 був п'ятим в IDM на трасі Нюрбургрінг і шостим на трасі Хоккенхаймринг, Німеччина, виступаючи на мотоциклі Yamaha YZF-R6.
У сезоні 2013 піднімався на подіум в RSBK.
Сезон 2012 провів у складі німецької команди-чемпіона Німеччини IDM 2011 Vector Racing -, виступаючи на мотоциклі Suzuki GSX-R 600, на трасах Лаузітцрінг, Ошерслебен, Нюрбургрінг, Ассен, Хоккенхаймринг. Найкращим результатом пілота було 6 місце в гонці на Нюрбургринг. У цьому ж сезоні у складі команди (Писарєв Євген, Писарєв Костянтин, Максим Аверкін) завоював титул Чемпіона України в першому чемпіонаті України по Супермото.
У сезоні 2011 виступав за німецьку команду #53 у відкритому Чемпіонаті Німеччини IDM. У цьому ж сезоні дебютував в етапі Чемпіонату світу World Supersport, посівши 19-е місце (Брно, Чехія, мотоцикл Honda CBR 600)